# Nationalregnskabsligningen
Nationalregnskabsligningen, også betegnet som nationalregnskabsidentiteten, udtrykker de centrale økonomiske begreber, der indgår i nationalregnskabet og i opgørelsen af betalingsbalancens poster. En regnskabsidentitet er en ligning, som altid vil være et sandt udsagn, uanset hvilke værdier der indgår i ligningens variable. I dansk statistik betegnes denne variabel som forsyningsbalancen.